# Parque Ecológico El Doradillo
Parque Ecológico El Doradillo o Área Ecológica El Doradillo es una localidad del Departamento Biedma, en provincia del Chubut, Argentina. Por distar a   15 kilómetros del centro poblacional de Puerto Madryn es considerada una localidad con tratamiento especial estadístico. Sin embargo, al integrar el extenso ejido municipal madrynense es considerada un barrio de tipo residencial. Esta situación es compartida con el barrio Quinta El Mirador.
Su economía gira en torno al turismo y actividades agroforestales posibles gracias a la reutilización de aguas recicladas provenientes de Puerto Madryn.

## Toponimia
Toma su nombre del manejo ecológico y forestal que la municipalidad le dio a este sector de su ejido para su correcto y bajo impacto de la cercana playa El Doradillo. Esta playa es famosa por su gran cantidad de avistamientos de cetáceos a corta distancia y considerada el mejor lugar del mundo para su observación de la ballena franca austral. Asimismo, está en el puesto 51 de las 100 mejores playas del mundo.

## Datos
La localidad fue planificada como un loteo ordenado con características impuestas tendientes a ordenar cuestiones residenciales y ambientales. La reserva fue creada en el ano 2001 bajo la categoría "Paisaje Terrestre y Marino Protegido", por la Ordenanza municipal N.º 4263/01. En el ano 2003 se elaboró el Plan de Manejo y Desarrollo del Área Protegida El Doradillo que establece las estrategias y acciones necesarias para alcanzar los objetivos de creación del área.
Por este motivo desde 2001 la municipalidad de Madryn licitó la venta de un loteo planificado entre las ruta nacional 3 y ruta provincial 1. En esta franja además de viviendas se desarrollan quintas que utilizan agua tratada con reutilización agroforestal. La prestación del agua tratada está a cargo de una empresa privada y se ejecuta mediante un acueducto que realiza el traslado desde la planta de tratamiento norte, a lo largo de 9 kilómetros, hacia el  loteo. Las quintas llegan a producir grandes cantidades de plantas y árboles entre los que se destacan lavanda y olivos con sus derivados.
Además, de su economía agrícola posee una oferta de servicios de actividades de aventura como tracking, mountain, biking y observación de aves (todo el año), buceo, kayaking y windsurfing (sólo durante el verano).
El loteo está en parte vendido en su totalidad con reservas de tierras por parte de la municipalidad. Es por ello que en el espacio costero restante entre la última y la ruta provincial 42; conocido como playa El doradillo, no fue ocupado aun por población estable por ser un área totalmente protegida por la municipalidad. En este sector solo se cuenta con un  puesto operativo permanente en el área está ubicado sobre la denominada Primera Bajada el cual alberga científicos de biología marina, guardavidas y agentes de control. La playa se desarrolla, a lo largo de casi 30 kilómetros de costa, desde punta Arco hasta cerro Prismático. Es conocida por su gran naturaleza marina y por la facilidad avistar ballenas francas a poca distancia entre los meses de junio a octubre. 

## Demografía
Contó con 54 habitantes (Indec, 2010), de los cuales el 24 fueron mujeres y 30 hombres. Por otro lado, no se conocieron habitantes en el censo anterior por recién iniciarse el loteo.
Para el censo 2022 fue considera población rural incluida dentro de la información del municipio de Madryn y contó con 778 habitantes y 308 hogares. Este dato es estimativo y no oficial del INDEC. Esto se debe a que el instituto nacional no brindó información detallada por localidad como lo venía haciendo hasta el censo de 2010. Em cambio, solo se limitó a información de población en el municipio en su conjunto. Como resultado, el relevamiento privado que ofrece 778 habitantes en el barrio podría haber juntado población de otros puntos o simplemente no tener en cuenta población rural dispersa cercana.
| Gráfica de evolución demográfica de Reserva Área Protegida El Doradillo entre 2010 y 2022 |
|                                                                                           |
| Fuente: Censos nacionales del INDEC                                                       |

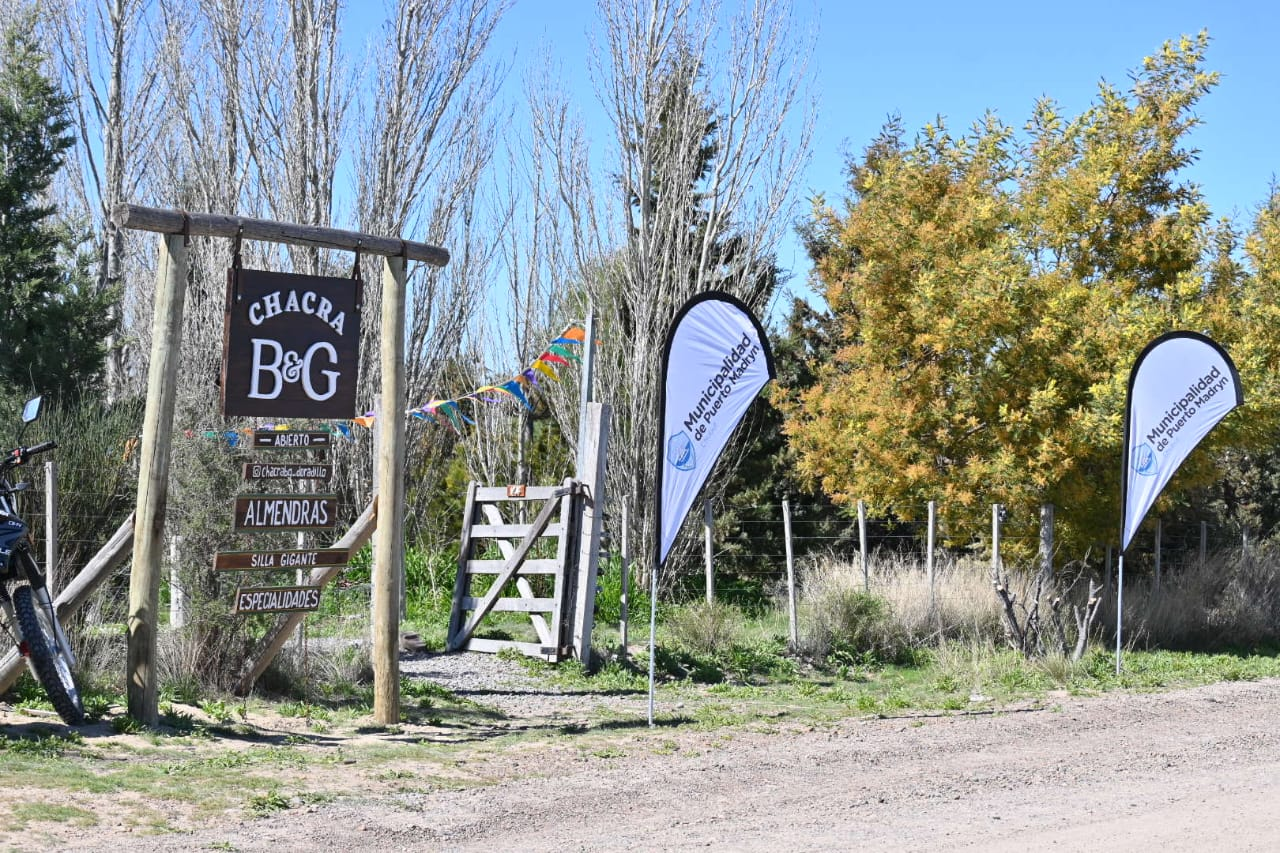
Una de las chacras de la localidad con abundante forestación.
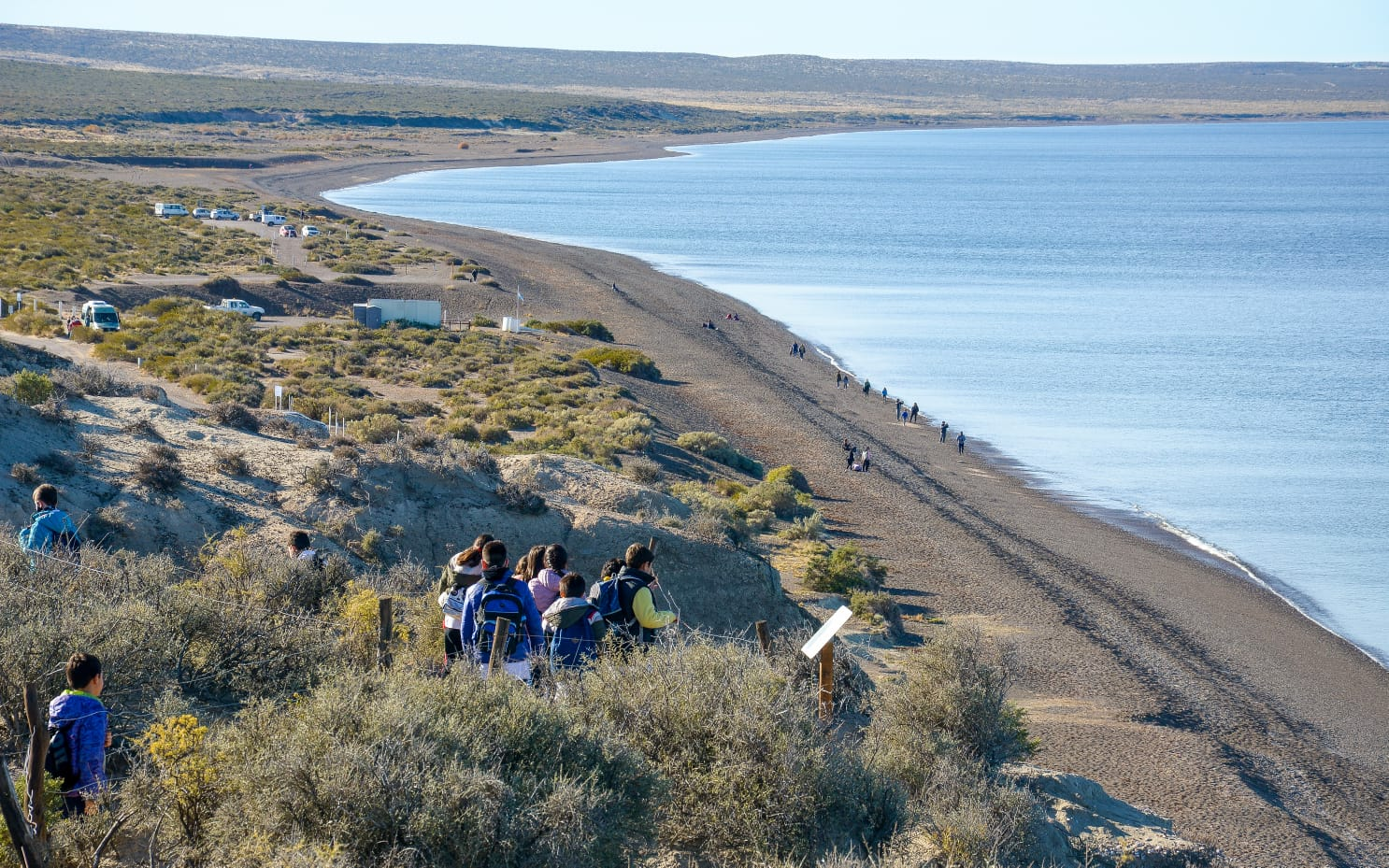
Vista panorámica de la extensa playa El Doradillo.